# Isla Correyro
Isla Correyro (Miajadas, Cáceres, 1957) é uma escritora e poetisa espanhola, laureada em 1995 com o prêmio de poesia "Ricardo Molina". Ela participou da antologia Las diosas blancas (1985) de Ramón Buenaventura e Ellas tienen la palabra (2008) de Noni Benegas. Correyro é considerada pela crítica como parte do novo movimento de poesia espanhola junto com Ana Rossetti, Blanca Andreu e Amalia Iglesias.

## Obra
- Cráter (León, 1984)
- Lianas (Madrid, 1988)
- Crímenes (Madrid, 1993)
- Diario de una enfermera (Madrid, 1996)
- La pasión (Madrid, 1998)
- Como cuando coges una trucha en las manos (Ed. Piratas, Fuenteheridos, 1998)